# Hrabstwo Marlboro
Hrabstwo Marlboro (ang. Marlboro County) – hrabstwo w stanie Karolina Południowa w Stanach Zjednoczonych.

## Geografia
Według spisu z 2000 roku obszar całkowity hrabstwa obejmuje powierzchnię 485 mil2 (1256,14 km²), z czego  480 mil2 (1243,19 km²) stanowią lądy, a 6 mil2 (15,54 km²) stanowią wody. Według szacunków United States Census Bureau w roku 2012 miało 28 145 mieszkańców. Jego siedzibą administracyjną jest Bennettsville.

### Miasta
- Bennettsville
- Blenheim
- Clio
- McColl
- Tatum
- Wallace (CDP)